# Ignacio Agüero
Ignacio Agüero Piwonka (Santiago, 7 de marzo de 1952) es un director de cine chileno especializado en documentales, cuyo trabajo más conocido es El diario de Agustín, por el cual obtuvo en 2009 el Premio Pedro Sienna y el Premio Altazor de las Artes Nacionales.
También se ha desempeñado como productor, camarógrafo y editor de trabajos televisivos y anuncios publicitarios, así como actor secundario de películas y series, destacándose entre ellas Días de campo y La recta provincia, ambas de Raúl Ruiz. En 1988, integró el equipo de producción de la franja electoral del «No» para el Plebiscito nacional de Chile de 1988.
Agüero es socio fundador de la Asociación de Documentalistas de Chile, de la que fue su primer presidente.

## Biografía
Cursó sus estudios de Dirección Artística en Mención Cine en la Escuela de Artes de la Comunicación (EAC) de la Pontificia Universidad Católica de Chile (PUC).  Egresó en 1977 y obtuvo su título en 1978. Perteneciente a la llamada generación del 78, formado por Vicente Sabatini, Ricardo Larraín, Gerardo Cáceres, Roberto Roth, Cristián Lorca, Carlos Besa, entre otros intelectuales audiovisuales formados por la EAC.

## Trabajo
Dentro de sus documentales prima el rescate de la memoria y la crítica social y política. Así, por ejemplo, No olvidar (1982) trata acerca de «la masacre de los hornos de Lonquén», cometida en 1978 y descubierta pocos años después. Cien niños esperando un tren (1988) retrata a un grupo de niños, víctimas de la miseria y marginalidad, que viajan con la profesora de cine Alicia Vega desde su población hasta un cine en el centro de Santiago para ver su primera película. Esta película fue catalogada por la dictadura militar para «apta sólo para mayores de 21 años». Aquí se construye (2000), por su parte, es una crítica a la modernidad y la demolición de barrios históricos para la construcción de edificios modernos; El diario de Agustín (2008) se refiere a la participación de El Mercurio de Agustín Edwards Eastman durante el Golpe de Estado en Chile de 1973 que dio inicio al periodo de la dictadura militar. En cuanto a sus últimos documentales, GAM (2011) habla acerca del edificio donde actualmente se encuentra el Centro Cultural Gabriela Mistral, mientras que El otro día (2012) es un documental más personal.
En cuanto a su trabajo como productor, destaca su labor como miembro del equipo de producción de la franja electoral del «No» para el Plebiscito nacional de Chile de 1988. Como actor secundario, ha participado en películas de Pablo Perelman, Andrés Racz, Sergio Castilla y Cristián Lorca, así como en la destacada película Días de campo y la serie de televisión La recta provincia, ambas dirigidas por el reconocido Raúl Ruiz. Agüero también ha sido jurado en festivales de cine nacionales e internacionales.
El 4 de mayo de 2013 fue uno de los fundadores del movimiento Marca AC, que buscaba redactar una nueva Constitución Política para Chile mediante el establecimiento de una asamblea constituyente.
En la actualidad es profesor titular de la Escuela de Cine y Televisión de la Universidad de Chile.

## Filmografía

### Como director
Documentales
- 1977 - Aquí se construye (microdocumental)[6]
- 1982 - No olvidar
- 1985 - Como me da la gana
- 1988 - Cien niños esperando un tren
- 1993 - Sueños de hielo
- 2000 - Aquí se construye (o Ya no existe el lugar donde nací)
- 2004 - La mamá de mi abuela le contó a mi abuela
- 2008 - El diario de Agustín
- 2011 - GAM
- 2012 - El otro día
- 2016 - Como me da la gana 2
- 2019 - Nunca subí el Provincia
- 2023 - Notas para una película

Televisión
- 1998 - Neruda, todo el amor (documental a pedido para Canal+, con guion de Antonio Skármeta)[3]
- 2005 - Heredia & Asociados (junto a Arnaldo Valsecchi; basada en textos de Ramón Díaz Eterovic)[2][3]
- 2013 - Maldito corazón (producción y dirección)

Audiovisual
- 2008 - Violeta Parra en sus 90 años

Cortometrajes
- 1974 - Hoy es jueves cinematográfico
- 1976 - El gato
- 1978 - Animal de costumbre
- 1988 - Cueca sola

### Como actor
- 2004 - Días de campo (dirección: Raúl Ruiz)
- 2007 - La recta provincia (serie de televisión; dirección: Raúl Ruiz)
- 2008 - El cielo, la tierra y la lluvia (dirección: José Luis Torres Leiva)
- 2016 - El viento sabe que vuelvo a casa (dirección: José Luis Torres Leiva)

## Premios
El cineasta ha obtenido los siguientes reconocimientos:
- 1982 - Gran Premio en el Festival de Documentales de Bilbao España (por No olvidar)
- 1984 - Premio a la Mejor Película Chilena otorgada por el Círculo de Críticos de Arte, Chile (por No olvidar)
- 1985 - Premio a la Mejor Película Chilena otorgado por el Círculo de Críticos de Valparaíso (por No olvidar)
- 1988 - Primer Premio Documental en el Festival Internacional del Nuevo Cine Latinoamericano, en La Habana (por Cien niños esperando un tren)
- 1988 - Premio OCIC en el Festival Internacional de Cine de Cartagena, Colombia (por Cien niños esperando un tren)
- 1988 - Premio a la Mejor Película Chilena otorgado por el Círculo de Críticos, en Santiago (por Cien niños esperando un tren)
- 1989 - Red Ribbon Award y John Grierson Award por mejor documental en el American Film & Video Festival (por Cien niños esperando un tren)
- 1990 - Joseph Papps Award por el mejor documental en el Festival Latino Film, Nueva York (por Cien niños esperando un tren)
- 1993 - Primer Premio Documental en el Festival de Mannheim-Heidelberg (por Sueños de hielo)
- 1993 - Premio a la mejor película Experimental en el Festival Internacional del Nuevo Cine Latinoamericano, en La Habana (por Sueños de hielo)
- 2000 - Gran Premio en el IV Festival Internacional de Documentales de Santiago (por Aquí se construye (o Ya no existe el lugar donde nací))
- 2004 - Premio Altazor (por La mamá de mi abuela le contó a mi abuela)
- 2005 - Premio Altazor (por Heredia & Asociados)
- 2009 - Premio Altazor (por El diario de Agustín)
- 2009 - Premio Pedro Sienna, Mención Especial del Jurado (por El diario de Agustín)[1]
- 2012 - Mejor Largometraje Documental Nacional en el Festival Internacional de Cine de Antofagasta (por El otro día)[7]
- 2013 - Mejor Documental Iberoamericano en el Festival Internacional de Cine de Guadalajara (por El otro día)[7]
- 2013 - Mejor película en la categoría Competencia Nacional en Festival Internacional de Documentales de Santiago, Fidocs (por El otro día)[7]
- 2013 - Premio Runner-up en Yamagata International Documentary Festival, en Japón (por El otro día)[8]